# Seitō
Seitō (青鞜) foi uma revista literária feminista japonesa criada em 1911 por um grupo de cinco mulheres: Raichō Hiratsuka, Yasumochi Yoshiko, Mozume Kazuko, Kiuchi Teiko e Nakano Hatsuko, fundadoras da sociedade Seitō-sha (青鞜社), que tinha como objetivo promover a igualdade dos direitos das mulheres através da literatura e educação. A revista foi estruturada para articular a autoconsciência das mulheres e as limitações sociais baseadas no género que enfrentavam, mas a promoção das convicções feministas iniciais por meio das publicações controversas fez com que a revista fosse proibida pela identidade nacional japonesa (kokutai), por ser considerada “prejudicial à sociedade”. Seitō foi publicada no Japão entre setembro de 1911 e fevereiro de 1916, tendo impulsionado o início do movimento feminista no Japão. É considerada uma das primeiras publicações feministas do Japão.